# Sammi Rotibi
Sammi Rotibi (Lagos, 5 augustus 1979) is een Nigeriaans acteur.

## Filmografie
- The Obituary of Tunde Johnson, 2018, Ade Johnson
- El Africano, 2018, Aaron Bello
- Mars, 2016-2018, Robert Foucault
- The Darkest Minds, 2018, Paul Daly
- Once Upon a Time in Venice, 2017, Gigi
- The Blacklist, 2017, Geoffroy Keino
- MacGyver, 2017, Hasan
- Hang Time, 2017, zichzelf
- Broken Vows, 2016, Sam
- Batman v Superman: Dawn of Justice, 2016, generaal Amajagh
- Blue: The American Dream, 2016, Lamont
- Scorpion, 2015, Madaky
- NCIS: New Orleans, 2015, Solomon Ekpo
- Bad Ass 3: Bad Asses on the Bayou, 2015, Geoffrey
- 120 Seconds, 2015, zichzelf
- Matador, 2014, Didi Akinyele
- Cru, 2014, Adisa Ewansiha
- Stanford & Son, 2014, onbekend
- Django Unchained, 2012, Rodney
- The Punisher: Dirty Laundry, 2012, Goldtooth
- Maniac, 2012, Jason
- The Secret Circle, 2012, Eben
- LUV, 2012, Jamison
- 40-Life, 2011, toerist
- CIS: Las Gidi, 2011, Bolaji Ladejo
- Okoto the Messenger, 2011, Reuben
- Blue, 2009, Lamont
- CSI: NY, 2008, Arthur Bodie
- Yellow, 2006, Red
- Lord of War, 2005, Andre Baptiste Junior
- The Division, 2004, Adam Baker
- Journey to Safety: Making 'Tears of the Sun', 2004, Arthur Azuka
- The Wounded, 2003, Noa
- JAG, 2003, Louis Clair
- NYPD Blue, 1997-2003, Dele Okafor
- Tears of the Sun, 2003, Arthur Azuka
- Ubuntu's Wounds, 2002, Lebo Manaka
- The Invisible Man, 2000-2002, Jarod
- The Jennie Project, 2001, Kwele
- Son of the Beach, 2001, Afrikaanse werker
- Special Unit 2, 2001, agent
- 18 Wheels of Justice, 2001, Marchand
- The District, 2001, officier Noland
- Extramarital, 1998, Tyrone
- Always Outnumbered, 1998, Marlow Bitta

- Gemeinsame Normdatei: 1154465969
- International Standard Name Identifier: 0000 0004 1002 8517
- Library of Congress Control Number: no2013063647
- Virtual International Authority File: 304024323
- WorldCat: E39PBJhxgtcrhKyVdDqFPVwXBP